# Théophano Skleraina
Théophano ou Theophanu ou Theofano ou encore Theophania (en grec Θεοφανώ Σκλήραινα / Theophanô Sklèraina) (v. 960 † 991) est une princesse byzantine de la Dynastie macédonienne, donnée en mariage à Otton II du Saint-Empire, et devenue impératrice du Saint-Empire. L'une des souveraines les plus influentes de l'Europe du Moyen Âge, elle régna onze ans aux côtés d'Otton II et, à la mort de celui-ci en 983, sept ans, seule, comme régente de son fils Otton III. On peut traduire son nom du grec par « apparition de Dieu ».

## Biographie
Sa parenté a été longtemps controversée ; toutefois il est définitivement établi aujourd'hui qu'elle était la nièce de l'empereur Jean Ier Tzimiskès (ou Tzimiscès) par son père Constantin Sklèros (elle est identifiée en tant que neptis de l'empereur dans son contrat de mariage, ce qui peut vouloir dire nièce ou jeune-fille/petite-fille). Elle est aussi la petite-nièce de l'empereur Nicéphore II Phocas (frère de son grand père Leo Phôkas) par sa mère Sophie Phocaina, (Σοφία Φώκαινα). Par sa grand mère paternelle Gregoria Mikonides elle descend de la famille princière arménienne des Mamikonian. Sa date de naissance à Constantinople était incertaine, on l'estime maintenant à 960. Gunther Wolf, s'appuyant sur les textes de chroniqueurs contemporains, comme Widukind et Thietmar, confirme cette hypothèse. Sur son contrat de mariage du 14 avril 972 elle est âgée de 12 ans. Elle est donc bien née en 960 du calendrier julien.
À cette époque, deux empires chrétiens se disputent l'héritage romain. D'un côté, Byzance, qui se considère comme son seul successeur, à travers la construction de Constantinople, par Constantin le Grand au IVe siècle, à côté de Rome. Les Ottoniens de leur côté en tant que successeurs de l'empereur Charlemagne, protecteur de Rome. Les protagonistes, comme cela se faisait souvent, cherchent une sortie de crise par un mariage entre les deux familles. Il fallut l'envoi de trois délégations à Constantinople par Otton Ier, pour obtenir enfin un accord de principe (voir en particulier les comptes-rendus de Liutprand, évêque de Crémone).
À la fin de l'année 971, une nouvelle délégation germanique, conduite par l'archevêque de Cologne Géron, arriva à Constantinople pour chercher et obtenir une candidate au mariage pour Otton II. Jean Ier Tzimiskès, menacé au nord par les Bulgares, les Arabes musulmans à l'est et sous la pression d'Otton Ier en Italie du Sud, consentit à lui confier sa nièce Théophano. Le départ eut lieu début 972, en plein hiver, pour être sûr d'arriver à Pâques à Rome, où l'attend pour la marier le pape Jean XIII, en présence de la Cour ottonienne, Otton Ier et Adélaïde. Elle n'était pas la princesse porphyrogénète (née dans la Porphyra, la chambre pourpre du Palais pendant le règne de ses parents) attendue, et certains voulurent la renvoyer à Constantinople ! Mais Otton Ier confirma son choix et la cérémonie se tint le jour de Pâques, 14 avril 972 dans l'église Saint-Pierre de Rome. Elle fut couronnée impératrice le jour même. La tradition veut que la « consommation du mariage » n'eut lieu que deux jours après, pour cause de triduum (période de 3 jours de Pâques).
Tout cela demandait sans doute confirmation, et l’écrit ayant une grande importance au Moyen Âge, il fallait donc concrétiser la traditionnelle morgengab. L'écrit fut remis le lendemain des noces par le mari, reprenant les dotations et autres faites à la jeune mariée. C’est ainsi que nous lui devons l'un des plus beaux et précieux documents du Moyen Âge, le contrat de mariage conservé aujourd’hui au Musée des Archives de la Basse-Saxe (Niedersächsische Landesarchiv), à Wolfenbüttel, accessible au public.

## L'épopée de l'impératrice en trois périodes
- 972-976 : apprentissage de la vie de cour ottonienne itinérante, confirmée impératrice à la mort inattendue d’Otton Ier en mai 973.
- 977-983 : affirmation dans sa fonction de la première naissance, d'Adélaïde en décembre 977, jusqu'à celle d’Otton (futur empereur Otton III) en 980 ; elle consolide ainsi la dynastie ottonienne.
- 984-991 : à la mort d’Otton II, elle devient impératrice-régente, seule au pouvoir[8].

### Période 972-976
Après le mariage, bientôt les obligations du pouvoir s’imposent, retour de la Cour itinérante en Germanie et présentation de la nouvelle impératrice. Elle parcourt des milliers de km, dont les cols suisses, pour arriver début mars à l’abbaye impériale de Quedlinbourg et préparer les fêtes de Pâques et la Diète (Reichstag) qui va s’y tenir le 23 mars 973. Théophano, dont c’est la première célébration de la Semaine Sainte sans sa famille, se souvient que pour le dimanche des Rameaux, à Constantinople ou en Arménie, on préparait les rameaux avec des branches d’olivier ou de saule pleureur.
Cette diète fut un peu le « chant du cygne » du vieil empereur Otton Ier. Envisageait-il sa succession avec sérénité? Au-delà de sa famille, il avait réussi à faire venir, Mieszko, duc de Pologne et Boleslav, duc de Bohème, des représentants de Byzance, de Hongrie et de Bulgarie. On cite même la présence des ambassadeurs du calife de Cordoue, Hisham II, et de la Rus’ de Kiev,. Cela montre Otton le Grand à l’apogée de son pouvoir, lui permettant dans le même temps d’afficher la dimension européenne de sa souveraineté.
Un premier drame endeuille la vie du jeune couple qui semble bien installé. Otton Ier disparait subitement de maladie, le 7 mai suivant. Il laissait une veuve de 42 ans, Adélaïde, une jeune impératrice de 12/14 ans Théophano et un empereur de 18 ans, Otton II, qui aura bien du mal à calmer les velléités d'indépendances familiales ou étrangères. Pour établir leur pouvoir, ils tinrent conseils et Diète à travers la Germanie comme à Worms. Cette dernière fut importante, car le fait essentiel en est l'apparition pour la première fois de la mention de Théophano, dans un diplôme daté du 27 juin, comme « conjugis nostrae Theophanu » parmi d’autres et signé par Otton II. Cela nous montre deux choses, Théophano était bien de tous ses déplacements et sa position d’impératrice s’affirmait après la disparition d’Otton Ier, au grand dam d’Adélaïde.
Les dernières années de la période, 974, 975, 976, furent consacrées par Otton II à la reprise en main de la contestation : les Danois, en Pologne, en Bohême, jusqu’en Belgique… et même celle de sa famille. Une centaine de villes et de villages furent visités, avec leurs abbayes ou monastères, à travers 3 ou 4 000 km parcourus. Il est possible d’en suivre le parcours, comme l’a fait le spécialiste de l’impératrice Théophano, Gunther Wolf, grâce à la localisation dans les lieux de promulgation des Regestes (série Regesta Imperii, pour la maison de Saxe, [Ottoniens], en ligne).

### Période 977-983
L'intégration de Théophano chez les Ottoniens se confirme, avec la naissance de leur première fille, en novembre ou décembre 977, qui portera, un symbole, le prénom de sa grand-mère paternelle Adélaïde, et sera la future abbesse de Quedlinbourg.
En 978, ce fut la naissance de leur deuxième fille, qui portera cette fois le prénom de la grand-mère maternelle, Sophie, future abbesse des abbayes de Gandersheim et de Essen. Mais l'année fut marquée par une intervention de Lothaire, qui chercha, et manqua de peu de capturer le jeune couple à Aix-la-Chapelle. Dès son retour, Otton II déclencha en représailles une expédition, qui l'amena jusque sous les murs de Paris. La détermination d'Hugues Capet à défendre la ville et l'arrivée du froid obligèrent Otton II à une retraite peu glorieuse. Leur troisième fille Mathilda, née sans doute en septembre 979, (†1025), porta un prénom ottonien. C‘est la seule qui échappa à cette tradition de vie de religieuse recluse à laquelle étaient destinées les filles, en épousant Ezzo, comte palatin de Lotharingie, qui en était très amoureux. Théophano dont ce fut une des dernières interventions au printemps 991, gratifia le couple de territoires, faisant d’Ezzo l'un des seigneurs les plus puissants de l'Empire, sous le règne de son beau-frère l'empereur Otton III.
C'est en juin ou juillet 980 que naîtront Otton (futur Otton III) et une sœur jumelle d'Otton qui mourut avant le 8 octobre 980, date de la célébration de sa messe funèbre. Entre-temps, Théophano accompagnait son mari dans tous ses voyages et effectuait des actions diplomatiques en son nom, en qualité d’impératrice. Un de ses détracteurs, Adalbert de Metz, décrit Théophano comme désagréable et bavarde. Elle est critiquée pour avoir introduit des parures luxueuses et des bijoux en Allemagne, qui ne pouvaient que choquer la Cour ottonienne.
Elle ne s’entendait pas bien avec sa belle-mère, Adélaïde de Bourgogne, ce qui fut la cause de la rupture entre Otton II et sa mère. Pas plus d'ailleurs que cette dernière avec sa belle-mère, Mathilde de Ringelheim. D'après Jean Dhont, « radieuse et brillante », elle n'avait rien de commun avec la « bigote italienne ». Selon Odilon de Mercœur, abbé de Cluny, par ailleurs comblé de donations par Adélaïde, celle-ci fut contente quand « cette Grecque » mourut. Les avis sont très partagés, même Thietmar reviendra positivement sur son jugement, en voyant la manière dont elle élevait son fils, le futur Otton III. En fait, elle fut victime à l'époque d'une certaine misogynie et de xénophobie dues à sa naissance et sa religion, surtout par les auteurs qui écriront sur elle après le Schisme d'Orient, définitif en 1054.
Mais d'autres nuages vont s'accumuler, Otton II, la situation en Germanie stabilisée, décida de partir en Italie, toujours avec une papauté en situation fragile, exposée aux ambitions familiales romaines et aux menaces des incursions sarrasines. Il ne déplairait pas non plus à Otton II d'enlever l'Italie du sud, qu'il n'avait pu récupérer par son mariage, des mains des Byzantins, toujours installés dans la région. Délaissant la Germanie, ils passèrent les Alpes, et après un séjour à Rome, l'empereur s'engagea dans une imprudente expédition en Calabre. Jusqu'à, Matera, Bari, Tarente, prises sur les Byzantins, ce fut un triomphe! Théophano le suivait jusqu'à Rossano. Mais l'aventure tourna court au cap Crotone (15 juillet 982) où Otton II et son armée furent battus et mis en déroute. Lui-même, sauvé par Théophano, échappa de justesse d'une manière rocambolesque à la capture. Le retour à Rome par Salerne fut des plus pénibles. Les mois suivants se passeront à réparer les effets dévastateurs de ce désastre. Par précaution, les parents enverront Otton III se faire couronner à Aix-la-Chapelle le 25 décembre 983, mais le drame se produisit entre-temps à Rome, l'empereur décédait de maladie, sans doute mal soignée, le 5 décembre dans les bras de son épouse.

### Période 984-991
Dès la mort d’Otton II, en décembre 983, les convoitises se manifestent pour le trône, de la part d’Henri II le Querelleur, qui enlève même Otton III et sa sœur, ou de Lothaire IV roi des Francs. Les difficultés du Saint Empire donnent des idées d’indépendances aux différents peuples des frontières. Avec détermination, Théophano qui n’a que 23 ans, se réconciliant avec Adélaïde, quitta Rome et rejoignit Willigis de Mayence, qui a pris la tête de l’opposition loyale envers la famille ottonienne. Courant 985, en montrant alternativement ses forces et par la négociation, la jeune impératrice réussit à convaincre ses adversaires de lui rendre ses enfants et de faire allégeance à la couronne. En 986, qui est marquée par la mort de Lothaire et l’élection de son fils Louis V, elle accompagnera même son fils Otton III dans une expédition contre les Polonais, qui devant tant de détermination préfèrent négocier.
L’année 987 la trouve préoccupée par les événements qui se passaient en Francie occidentale, avec la mort accidentelle du roi Louis V. Deux prétendants, le Carolingien Charles II de Lorraine, son oncle et le Robertien Hugues Capet, cousin germain par alliance de Théophano, se disputent le trône. Elle sut rester à l’écart de l’élection par ses pairs, sa préférence allant à Charles de Lorraine, mais Hugues Capet (dux francorum) lui semblant toutefois moins dangereux pour le Saint Empire. C’est ainsi que celui-ci fut élu roi, donnant naissance à la dynastie des Capétiens. Mais la situation n’en fut toujours pas stabilisée, en attestent les lettres que Gerbert d'Aurillac lui envoie,,. Il était temps maintenant qu'elle renforce l’équipe destinée à l’éducation du futur Otton III. Furent retenus comme conseillers, Willigis de Mayence qui reste l'un des principaux, un clerc saxon Bernard de Hildesheim et l'évêque calabrais Jean Philagathos.
Les problèmes demeuraient, une vague d’intempéries meurtrières s’abattait sur l’Europe, fleuves et rivières gelées, pluies de printemps pourrissant les semences, la sécheresse qui suivit brulant les maigres moissons sur pied et décimant les troupeaux. Le tout engendrant de nombreuses victimes,,. Théophano, déjà fatiguée par cette vie harassante sur les routes, fut elle-même touchée, tandis qu’en Italie ses partisans l’appelaient pour rétablir l’ordre, à Rome en particulier. Ce qu’elle fit en 990, confortant le pape Jean XV dans sa fonction, honorant la tombe de son mari, rétablissant l’ordre ottonien au bénéfice du futur Otton III.
Bientôt de retour, elle participe aux fêtes de Pâques à Quedlinbourg, et en dehors de la famille, reçoit Mieszko de Pologne, le margrave Hugues de Toscane, l’archevêque Jean Philagathos archevêque de Plaisance, l’évêque de Trévise, etc., venus lui rendre hommage. C’est la première fois que le mot « Europe » est utilisé pour désigner l’ensemble de ces territoires représentés.

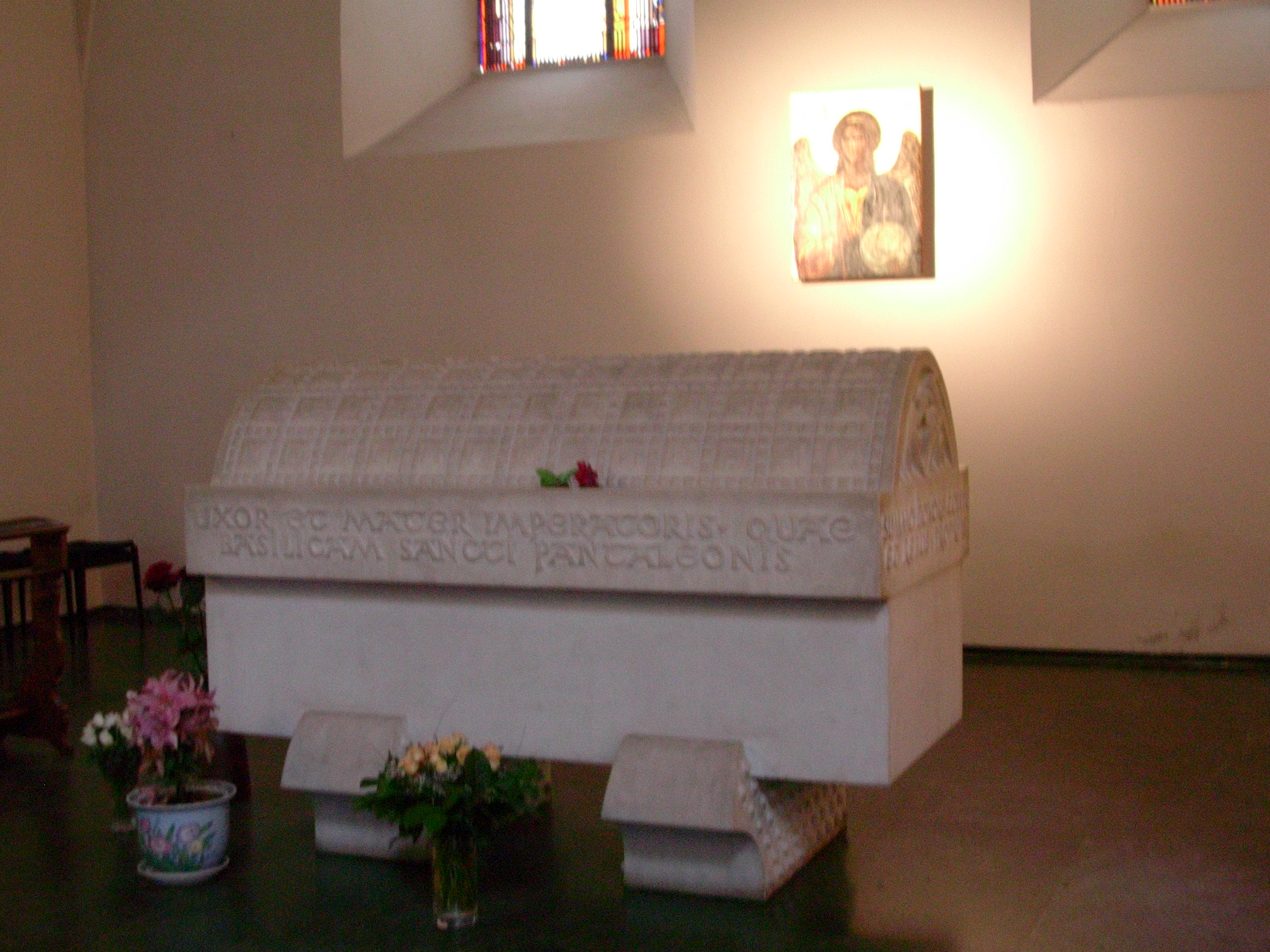
Sarcophage de l'impératrice Théophano, église Saint-Pantaléon de Cologne.

Mais la fatigue de cette intense activité, les milliers de kilomètres parcourus en toutes saisons et son état de santé fragilisé par une maladie dont on ne connaît pas l’origine eurent raison de cette hyperactive, sollicitée partout en Europe. Elle préside encore à des nominations d’évêques, à la préparation d’un concile qui doit se tenir à Saint-Basle de Verzy, près de Reims fin juin 991. Elle n’avait de cessé de maintenir pour son fils le Saint Empire, dans les frontières que lui avaient léguées son beau-père Otton le Grand et son mari.
« Alors qu'elle avait rattaché les unes aux autres, comme par des entraves, toutes les parties de l'Empire soumis à son autorité, l'impératrice Théophano, parvenue au terme de sa bonne vie, chose affligeante à dire en raison de la douleur qu'on éprouve... » : la nouvelle de sa mort à Nimègue, dans les Pays-Bas actuels, tomba le 15 juin 991. Les officiers de cour et les courriers de la chancellerie ottonienne diffusèrent immédiatement la nouvelle à travers l’Europe et jusqu’à Byzance : l’impératrice Théophano s’en était allée, comme elle était venue, discrètement, dans les bras de son fils de onze ans. Elle avait, elle-même, à peine dépassé la trentaine. Elle fut inhumée, comme elle en avait fait la demande, dans l'église Saint-Pantaléon de Cologne. La cérémonie de son inhumation, en grande pompe, fut conduite par l’archevêque Everger de Cologne (de), en présence d’un vaste concours d'archevêques, d'évêques et de représentants du Saint Empire, de moines et de religieuses, de tout le clergé, auxquels s’étaient joints les membres de la Cour et le peuple en pleurs. Sa belle-mère, Adélaïde assura la régence du Saint Empire à sa suite.

## L'influence byzantine de Théophano
Théophano avait amené dans sa suite des artisans, artistes et même architectes grecs, qui ont transmis leur savoir, en particulier l'art de l'enluminure. Elle avait apporté, de la Cour de Constantinople, un vent de jeunesse, de culture, de raffinement et de finesse dans l’Empire ottonien, qui en avait bien besoin. Elle fit connaître les étoffes précieuses et les épices de l'Orient. En cela, on peut dire qu'elle a été l'actrice et l'âme d'une évolution culturelle ottonienne qui ne durera malheureusement pas en raison de l'extinction de la dynastie avec la mort d'Otton III en 1002.

## Son influence sur les Arts
Les ivoires représentent une part importante de l’influence byzantine en Occident, même s’il existe déjà une école carolingienne, elle-même inspirée par des artistes de l’école hellénique, les échanges étant nombreux depuis le VIIIe siècle. Ce fut l’école dite « ottonienne ». Ses triptyques sont particulièrement réputés,.
On trouve dans la plaque au château Sforza à Milan le style de celle du Musée du Moyen Âge à Paris. et d'autres exemplaires dans différentes collections. Nous verrons plus loin, l'influence byzantine sur les enluminures, surtout religieuses.
Les émaux, les vêtements ainsi que les fresques ont bénéficié de ces échanges. Pour ces dernières, même si elle est de réalisation plus tardive, celle figurant (au XIe siècle) dans le cul de four de la Chapelle-des-Moines de Berzé-la-Ville, œuvre et résidence de repos des abbés de Cluny, est fortement influencée par le style byzantin. De plus, elle a la particularité de positionner saint Blaise, à droite du Christ, ce qui prouve la notoriété du culte de ce saint arménien à cette époque,.
Contrairement à ce qui précède, on ne peut parler d’influence byzantine due à l’impératrice sur l’architecture. Celle-ci était depuis longtemps suffisamment au contact de Byzance en Italie pour que l’on y voit sa main dans celle qui se développera surtout à partir du XIIe siècle en Occident. On ne peut mettre les mêmes restrictions en ce qui concerne son aspect religieux.

## Son héritage religieux
On l’a vu, si elle ne fut pas béatifiée comme les autres ottoniennes, on lui reconnaît toutefois une grande piété et une attention particulière à tout ce qui a pu amener à développer le culte de la Vierge Marie en Germanie, en Italie, etc., plus développé en Orient. Guy Philippart cite d’ailleurs le chroniqueur du monastère de Ripoll (XIe siècle) qui dit : « s’étonner que le peuple barbare (les Grecs) ne cessent d’honorer la Sainte Vierge et nous (en Occident) pas du tout ! »
Elle s’impliqua dans la réalisation d’abbayes ou d’églises mariales, dont deux furent exclusivement dédiées à la Sainte Vierge : celle de Memleben (de) et celle des Bénédictins construite, en 986, sur le Munzenberg, à Quedlinbourg. On peut citer également le fait qu'elle ait confié l'éducation de deux de ses filles, Adélaïde et Sophie, à des abbayes dont elles deviendront par la suite elles-mêmes abbesses (Quedlinbourg et Gandersheim). Elle donna parallèlement une impulsion particulière aux cultes des saints, comme pour les saints Pantaléon, Nicolas de Myre, Blaise de Sébaste, etc., dont elle avait ramené des reliques de Constantinople.
Le dr Zurbin Mistry cite la Vita Gregorii Abbatis Porcetensis Posterior, du XIe siècle, pour confirmer la piété et l’attention portée par l’impératrice au monde religieux, entre autres, comme à la construction de l’abbaye de Saint-Jean-Baptiste à Porceto (Burtscheid, près d'Aix-la-Chapelle) par saint Grégoire de Calabre, ou pour son aide apportée au monastère Saint Salvator de Rome, pour son entretien.
Cela fut également matérialisé par les encouragements qu’elle prodigua aux monastères, à certains abbés et princes évêques, pour la production importante d'ouvrages enluminés ottoniens. Ce sera l'école de l'enluminure ottonienne dans lesquels on reconnaît une influence byzantine naissante. qui arrivait également par l'Italie, et comme pour les ivoires, où Théophano est présente aux côtés de la Vierge Marie,.
Les évêques accompagnèrent ce mouvement, par la création de nombreux documents : des évangéliaires, des bibles, des psautiers, des lectionnaires, etc. Ainsi ceux que firent réaliser Egbert à Trèves, Bruno à Cologne, Willigis à Mayence, Bernward d’Hideslheim, les abbés de Fulda, Reichenau, Saint-Gall, etc. caractérisent l’enluminure ottonienne. L’influence de l'enluminure byzantine y est nettement apparente.

## La politique européenne de Théophano
En 1991, à l’occasion de la commémoration du millénaire de sa mort, des expositions, des manifestations, des ouvrages réhabilitèrent l’action de Théophano Skleraina, comme étant « l'un des personnages clés de l’Europe » du Xe siècle, de son époque,.
Déjà, à la fin du XIXe siècle, peut-on trouver mieux que ce texte écrit sur l'impératrice par Gustave Schlumberger : « Je rappellerai seulement que cette femme éclairée gouverna virilement l'Empire au nom de son fils, et sut lui maintenir intact le vaste héritage paternel, surtout cette union intime de la couronne d'Italie avec l'empire germanique, gloire particulière de la maison de Saxe » Dès 983 les Danois, en guise de prélude au grand soulèvement des Slaves, s'étaient emparés des fortifications de la marche germanique et avaient obtenu leur indépendance. Théophano vint à bout de cette situation compliquée, non par des moyens militaires mais en tentant une politique plus diplomate envers la Scandinavie : elle soutint l'alliance entre le roi de Suède Erich VI le Victorieux (ca 945-† 994/95) et son beau-père, le roi Mieszko Ier (ca 935-† 992), qui firent soumission à Otto III à la diète de Quedlinburg en 986.
Sa politique scandinave fut ainsi caractérisée par l’orientation privilégiant ses activités missionnaires, commerciales et par son alliance assurant la protection de ses alliés. Dans les trois chartes dites de Wildeshausen, qu’elle établit en mars 988 dans cette ville, en route vers Ingelheim, elle confirma la qualité d'archidiocèse missionnaire pour la Scandinavie pour celui de Brême-Hambourg et tenta de renforcer les liens avec les évêchés de Schleswig, Ripen, Aarhus et Odensee, ainsi que la poursuite de la construction de l'abbaye de Reepsholt en Frise. (RIi II, 3, n° 999,1000,1101)
Envers l'Angleterre on ne possède guère de trace d'une politique de Théophano, ni de relations de l'Empire avec le faible roi Aethelred II (976-1016).
Au nord-est Théophano avait réussi à rallier de nouveau le roi de Pologne Mieszko Ier à l'Empire, là encore sans intervention militaire. Même chose pour la Bohême et son duc Boleslav II (967-999), bien qu'en 983 l'un et l'autre aient soutenu Henri II le Querelleur. Le prince hongrois Geza (Geisha) (970-997), petit-fils du grand unificateur Arpad (ca 845 - † 904) et beau-frère du roi de Pologne Mieszko, avait déjà fait la paix en 973 avec Otton Ier à Quedlinburg, ouvrant ainsi son pays au christianisme, non sans, parallèlement, accueillir la mission byzantine. En outre Théophano sut déléguer des missions locales : pour la marche de Scandinavie à Liuthar von Walbeck, à Ekkehard Ier pour la marche de Misnie et pour la Bavière au duc Henri II le Querelleur. La jeune impératrice avait bien compris qu'après 983, une politique d'offensive guerrière en Scandinavie ou au nord-est de l'Empire n'était, en raison du rapport des forces, ni possible, ni souhaitable. On peut d'ailleurs se demander si elle n'avait pas déjà conçu, avant 989, une politique de plus vaste envergure pour l’Europe de l'Est. Même en ce qui concerne l'Italie, où l'impératrice Adélaïde exerçait le pouvoir, au nom de son petit-fils, presque sans interruption depuis 985, c'est à partir d'août 988, lorsque Théophano décida la création d'une chancellerie propre à ce pays, en vue de la préparation d'une campagne militaire, que sa politique active devint visible. Lorsqu' en s'y rendant, à l'automne 989, sans armée, pour assurer le pouvoir sans entraves de son fils dans la Rome aux mains des Crescentius, on perçoit une fois de plus son habileté diplomatique et celle de Notker l'évêque de Liège, agissant sur son ordre. C'est justement durant ce séjour de Théophano à Rome, de début décembre 989 à mars 990, mais surtout grâce à la fructueuse rencontre avec l'évêque Adalbert de Prague (955 - † 997), issu de la maison princière bohémienne des Slavnikides, que la conception théophanienne d'un système d’État européen se mit en place.

## OttonIII
Ultime présent, elle laissa, à la tête du Saint Empire, un jeune fils de onze ans, considéré comme « la merveille du monde ». La rencontre de ce jeune empereur de culture mi-saxonne, mi-arméno-grecque avec Gerbert d'Aurillac (le futur pape Sylvestre II, 999-1003) va favoriser un certain temps une vue universaliste des solutions politiques à apporter à la gouvernance du monde chrétien. Il exprima le désir d'épouser lui aussi une princesse grecque « pour adoucir la rusticitas saxonne avec la subtilitas grecque ». Mais la mort le surprit avant qu'il pût se marier, au moment où la princesse byzantine (peut-être Zoé Porphyrogénète) qui lui était promise venait à peine de mettre le pied à Bari, en Italie du Sud. La mort d'Otton III mettait fin à un grand projet d'union du monde chrétien en Orient-Occident.

### Sources primaires
1. ↑  (Thietmar, liv. II, 15 et 16), Chronique de Thietmar de Merseburg, p. 102/103.
2. ↑  Liutprand (trad. du latin Joël Schnapp, prés. et notes Sandrine Lerou), Ambassades à Byzance, Toulouse, 2004, 102 p.
3. ↑  (la) Regesta Imperi, T. II, 2, n° 605d.
4. ↑  (en) Thietmar of Merseburg, The Chronicon of Ottonian Germany, trad. David A. Warner,, Manchester, 2001, 410 pages., liv. II, 31.
5. ↑  Thietmar de Mersburg, Ibid., Liv. II, chap. 31.
6. ↑  (la) Regeste Imperi, Worms, 973, t. II, 2 n°620.
7. ↑  (de) « Regesta Imperii ».
8. ↑  (la) G. Waitz, Fundatio monasterii Brunwilarensis, in MGH Scriptores, Hanovre, 1883, t. XIV, p. 129.
9. ↑  (de) Waitz, G., Monumenta Germania Historica, Hannovre, 1883, 682 pages (lire en ligne), t. XIV, p. 123-144, Fundation monasterii Brunwilarensis, p. 129.
10. ↑  (la) Bruno de Querfurt, Vita s. Adalberti episcopi, in MGH Ss IV, Hannovre, 1841, 900 p. (lire en ligne), p. 596-612, p. 598.
11. ↑  Richer de Reims, Histoire (Historia Richeri monachi : Xe siècle), les 4 livres, trad. et prés. A.- M., Poinsignon, fac-similé,, Reims, 1855, 625 p. (lire en ligne).
12. ↑  (la) Annales Quedlinburgenses, in MGH Scriptores III, Hanovre, 1839, 936 p., pages 22-90. p. 67.
13. ↑  (la) Sigebert de Gembloux, prés. Jean Petit, Chricon ab anno 381 ad 1113, Blois, éd. 1512, 164 feuillets, f° 222.
14. ↑  (en) Thietmar of Mersburg, Chronicon, ibid, liv. IV, chap. 18..
15. ↑  (la) Annales quedlinburgensis, ibid, p.22-90, p. 68..
16. ↑  (la) Annales Quedlinburgenses in MGH Scriptores III, 22-90, Hanovre, 1839, 936 p. (lire en ligne), p. 68.
17. ↑  (en) Thietmar, Ibid, liv. 4, cap. 15.
18. ↑  (de) MGH Scriptores, XV, t. I, Hanovre, 1888, paragraphe 1 à 16, p. 1196.
19. ↑  (de + et + la) Mahilde Uhlriz, Regesta Imperii des Kaiserreichs Sächsischen Haus, Graz, Weimar, Friedrich Böhmer, 1956, 440 pages (lire en ligne), p. II, 3.

#### Sources primaires
- Açogh‘ig de Daron, Étienne (Step‘anos Ajolik Tarontzi-Aghorik), Histoire Universelle, 2e partie, (888-1004), trad. Frédéric Macler, Paris, 1917, 420 pages. en ligne : http://catalogue.bnf.fr/ark:/12148/cb317362308.
- Annales Casinates, (de 915 à 1042), Chroniqueurs du Mont-Cassin, in MGH Scriptores III, 1839, p. 171-172.
- Annales de Lorsch (Annales Laurissenses), in MGH SS, t. I, p. 19-39.
- Regesta imperii des Kaiserreichs Sächsischen Haus, dir. Johann Friedrich Böhmer, t. II, 909-1024.
  - (la) t. II/ 1, 909-973, prés. par Emil Von Ottenthal, Innsbruck, 1893, 255 pages.
  - (la) t. II/ 2, 973-983, prés. par Hanns Leo Mikoletzki, Graz, 1950, 159 pages.
  - (la) t. II/ 3, 983-1003, prés. par Mathilde Uhlriz et Friedrich Böhmer, Graz, Cologne, Weimar, 1956, 440 pages, (lire en ligne).
- (la) Hrotsvitha, Gesta Ottonis, vol. MGH XXIV, Scriptores rerum Germanicarum, Berlin, Paulus de Winterfeld, 1902, p. 201-229.
- Odilon de Cluny, De Vita S. Adalheida Imperatrix Augusta, Bruxelles, coll. « Bibliotheca Cluniacensis », 1915, passage=354-368. (204-212).
- (la) Dithmar de Mersebourg, Thietmar merseburgensis episcopi chronicon, vol. IX, Hanovre, Paulus de Winterfeld, coll. « Scriptores rerum germanicarum », 1889 (réimpr. NS. Berlin, 1935), 687 pages.
- Widukind de Corvey (trad. Marc Szwajcer), Histoire de l’Empire d’Occident, Paris, 1684, 3 vol., (www.Remacle.org).
- (en) Thietmar of Merseburg, The Chronicon of Ottonian Germany, trad. David A. Warner, Manchester, 2001, 410 pages.